# Bram (Aude)
Bram ist eine französische Gemeinde mit 3252 Einwohnern (Stand 1. Januar 2022) im Département Aude in der südfranzösischen Region Okzitanien.

## Lage
Bram liegt auf einem Hügel im Südosten der Landschaft des Lauragais, etwa 75 Kilometer (Fahrtstrecke) in südöstlicher Richtung von Toulouse und 16 Kilometer von Castelnaudary entfernt. Bis nach Carcassonne sind es gut 20 Kilometer in östlicher Richtung. Bram hat einen Autobahnanschluss zur A 61 und einen Bahnhof an der Strecke zwischen Bordeaux und Sète. Das Gemeindegebiet wird vom Fluss Fresquel sowie vom parallel verlaufenden Canal du Midi durchquert.

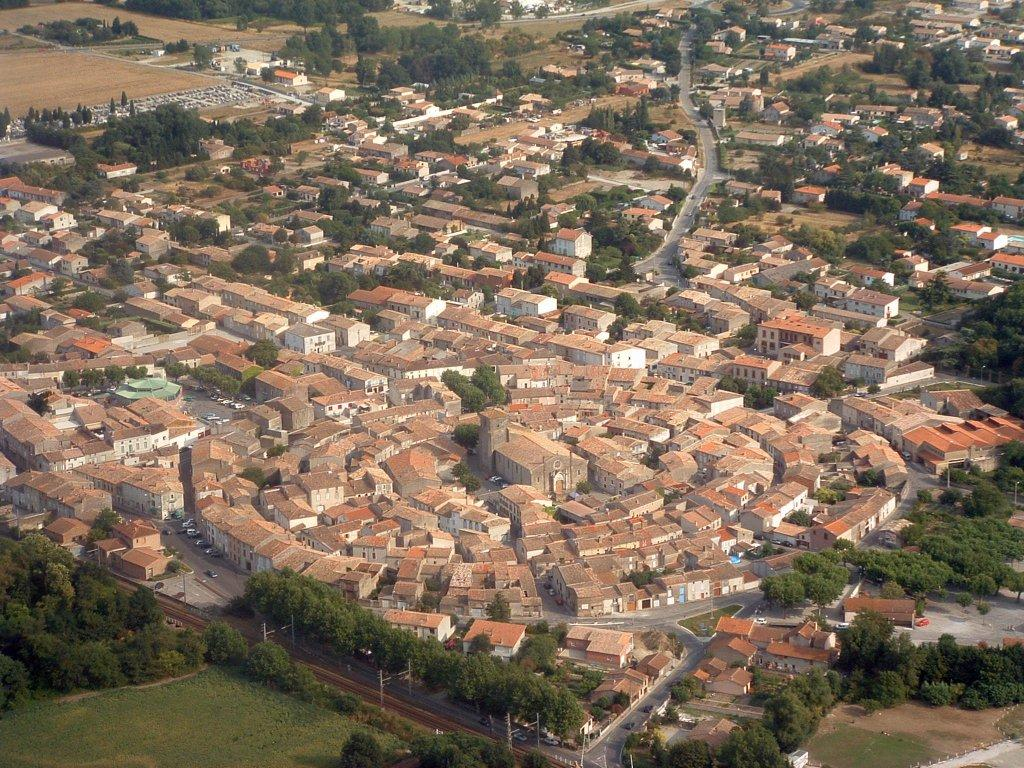
Die Circulade

## Geschichte
Der Name der Gemeinde ist wahrscheinlich herzuleiten vom lateinischen Eburomagus, einer von den Römern um das Jahr 60 v. Chr. gegründeten Siedlung, von der man nicht weiß, ob sie sich nur in den Tallagen der Umgebung ausgebreitet oder auch auf den Hügel selbst erstreckt hat. In der Umgebung des Ortes wurden ebenso diverse Kleinfunde aus gallorömischer Zeit (4.–6. Jahrhundert) gemacht.
Im 12. Jahrhundert entstand auf einem Hügel das neue Bram mit einer völlig regelmäßigen Kreisstruktur (Circulade) bestehend aus drei Straßen mit den anliegenden Häusern und einem zentralen Platz in der Mitte, auf dem schon bald die Kirche des Ortes erbaut wurde. Es gab nur ein Stadttor im Osten; die ganze Anlage hatte somit einen deutlichen Verteidigungscharakter. In dieser Zeit wandten sich die meisten Bewohner von Bram dem Katharerglauben zu; dadurch geriet der Ort ins Blickfeld der Kreuzritter des Albigenserkreuzzugs (1209–1229) und wurde im Jahr 1210 nach einer dreitägigen Belagerung von den Truppen Simon de Montforts eingenommen. Während die meisten Bewohner in den Schoß der römischen Kirche zurückkehrten und straffrei blieben, ließ er 100 hartnäckigen Ketzern Nase und Oberlippe abschneiden und die Augen herausreißen; einem ließ er ein Auge, damit er die übrigen zum gut 30 Kilometer entfernten Lastours geleiten könne, dem nächsten Ziel der Kreuzritter.
Über die Zeit des Hundertjährigen Krieges (1347–1463) und der religiösen Unruhen des 16. Jahrhunderts ist nichts bekannt. Im 17. Jahrhundert erlebte die Stadt jedenfalls ihre wirtschaftliche Blütezeit – der Canal du Midi wurde in der Nähe gebaut und neue Häuser wurden nunmehr auch außerhalb des Mauerrings errichtet.

### Internierungen und Deportationen

#### Spanische Internierte im Camp du Pigné
Anfang Februar 1939 wurde innerhalb von nur drei Wochen auf einer Fläche von 12 Hektar an der Grenze zwischen Bram und Montréal das Camp du Pigné errichtet. (Lage) Es lag an der Eisenbahnlinie nach Lavelanet, bestand aus 170 je 150 Quadratmeter großen Holzhütten und war von mehr als zwei Meter hohem Stacheldraht umgeben.
Geplant war dieses Centre d'accueil (Aufnahmezentrum):S. 39 ff. ursprünglich für ältere und zivile Flüchtlinge aus dem Spanischen Bürgerkrieg:S. 49 f., die im Zuge der Retirada nach Frankreich gekommen war. Sie waren zunächst in den sogenannten Strandlagern Argelès-sur-Mer, Saint-Cyprien und Le Barcarès festgehalten worden, und mussten aufgrund der unhaltbaren Zustände dort schnell verlegt werden. So trafen dann ab dem 16. Februar 1939 die ersten Flüchtlinge, vorwiegend Männer, in von der Küste kommenden Zügen in Bram ein. Das als „Musterlager“ konzipierte Lager war schnell überfüllt, da bis zum 20. März täglich große Konvois aus Argelès und Saint-Cyprien eintrafen, und Ende August lebten hier mehr als 10.000 Menschen.:S. 49 Für die Zeit vom 11. März 1939 bis zum Mai 1940 waren auch 1.300 Frauen und mehr als 1.000 Kinder im Camp du Pigné eingetroffen, und zeitweilig lebten hier bis zu 17.000 Flüchtlinge gleichzeitig; mehr als 30.000 Menschen haben das Lager während seines Bestehens durchlaufen.
Bei Peschanski dokumentiert in einer Tabelle detailliert die Belegung des Lagers zwischen dem 11. März 1939 und dem 21. August 1939. Sie lag zu Beginn dieses Zeitraums bei etwa 15.000 Personen und verringerte sich auf etwa 10.000. Peschanski geht dennoch von einer recht stabilen Belegung aus, verweist aber auf die dahinter verborgenen Repatriierungsströme:S. 50, denn „die französische Politik [war] darauf ausgerichtet, die Flüchtlinge möglichst schnell zu repatriieren“.:S. 92 Die französische Regierung übte massiven Druck auf die Geflüchteten aus, nach Spanien zurückzukehren, und nutzte die schlechten Lagerverhältnisse bewusst auch als Druckmittel. „Der Druck zur Repatriierung schien augenscheinlich beträchtlich gewesen zu sein. Anfang August [1939] erklärte das französische Innenministerium, daß etwa 250.000 Spanier, also rund die Hälfte der Flüchtlinge, bereits zurückgekehrt seien.“:S. 95
1940 errichteten die Quäker eine Entbindungsklinik in einem erst 1990 abgerissenen Gebäude. Die Quäker hätten die Flüchtlinge im Lager auch mit Essen versorgt.
Die Lebensbedingungen im Lager waren hart und die Baracken nach einem Inspektionsbericht aus dem Oktober 1940 völlig unbewohnbar, das Trinkwasser von schlechter Qualität.:S. 85 Im Jahre 2009 erinnerte sich Luis Caseres, der als Siebzehnjähriger ins Camp du Pigné gekommen war:

„Ich habe die Grenze am 6. Februar 1939 überquert. Ich war 15 Jahre und einen Monat alt, als ich in die republikanische Armee eintrat. Zuerst war ich im Lager Argeles: Auf der einen Seite das Meer, auf der anderen der Stacheldraht. Und nur Sand. Im März wurde ich dann in das Lager Bram geschickt. Ich war 17 Jahre alt. Die Baracken waren schon da. Im Lager war das Leben wirklich sehr hart. Wir schliefen auf dem Boden. Der Hunger, den wir aushalten mussten! Außer wenn wir in die Küche oder in die Militärbäckerei gerufen wurden. Dann war die Freude groß. Wir gingen auch raus, um Steine zu brechen. Das ist nicht übertrieben. Es ist die reine Wahrheit.“

Aus dem Lager sind 224 Todesfälle dokumentiert, darunter 40 Kinder. Die Menschen mussten in unbeheizten Baracken übernachten, es herrschten schlechte hygienische Bedingungen, und als Folge davon grassierten Epidemien. „Tod durch Erschöpfung“ lautete ein häufiger Eintrag in den Lagerakten.
Auf der unten abgebildetenGedenktafel mit den Namen der im Camp du Pigné zu Tode gekommenen Menschen heißt es, dass das Lager bis zum 15. Januar 1941 existierte. Eggers legt nahe, dass das Lager wegen seiner hygienischen Mängel geschlossen beziehungsweise in kleinerem Rahmen als Arbeitslager weitergeführt wurde.:S. 86 In einem Rundschreiben vom Januar 1942, in dem die Internierungslager im Bereich des Vichy-Regimes aufgelistet waren, kommt Bram nicht vor.:S. 79

#### Lager für ausländische Zwangsarbeiter
Bei Eggers und Gaida finden sich Hinweise darauf, dass in Bram Fremdarbeiter-Kompanien stationiert waren. Eggers erwähnt für die Zeit von September 1941 bis September 1943 drei Groupes de Travailleurs Étrangers (GTE, Gruppe ausländischer Arbeiter): die GTE-Einheiten 226, 318 und 422.:S. 562 Gaida weist zusätzlich auf eine GTE 315 hin, die in Bram in den Nebengebäuden eines Schlosses untergebracht gewesen sei.:S. 139
Anders als Eggers konnte Gaida die Existenz der GTE 226 bis in das Jahr 1939 zurückverfolgen.:S. 140 Diese Einheit wurde im April 1939 mit Prestataires (Dienstleistern) aus dem Camp du Pigné gegründet, war also ursprünglich eine „Compagnie de prestataires“ (Dienstleister-Kompanien, auch Compagnies de Travailleurs Étrangers, CTE, Fremdarbeiterkompagnien) aus der Vor-Vichy-Ära. In welcher Beziehung die Gruppe noch zum Camp du Pigné stand, ist unklar; Gaidas Ausführungen verweisen auf eine eher Camp-unabhängige Existenz. Ihre Aufgabe war es, eine mit sechs Öfen ausgestattete Bäckerei zu betreiben, in der täglich 60.000 Kilogramm Brot für die gesamte Region hergestellt wurden. Zu ihrer Ernährung bewirtschaftete die Gruppe ein 50 Hektar großes Gelände, auf dem sie Gemüse anbaute, einen Schweinestall unterhielt und eine Seidenraupenzucht betrieb. Arbeiter der Gruppe hätten aber auch für Bauern in der Gemeinde gearbeitet. „Ende 1941 schuf die Gruppe in Bram ein Heim in dem Künstler und ein spanisches Orchester die Weihnachtsfeier für das Dorf organisierten, mit Süßigkeiten, die von der Bäckerei vorbereitet wurden.“:S. 140 An der Weihnachtsfeier nahm auch der Bürgermeister teil und hielt eine Rede.
Während die Ernährung für die meisten GTE-Einheiten problematisch war und Diebstähle in Bauernhöfen und Schwarzhandel zur Folge hatte:S. 141, berichtet Eggers über die GTE 318, deren Angehörige im Bergbau arbeiteten, vom Sommer 1943 von einer vergleichsweise guten Entlohnung.:S. 189 Anders dagegen in der GTE 318. Emil Rosenthal, der im November 1941 in dieser Einheit zum Ausheben von Gräben eingesetzte war, berichtete:

„Das Essen ist ungenügend und unzureichend für Nichtarbeiter, viel weniger für 8-stündige schwere Arbeit und kann ich mir nicht, wie einige andere zubessern, da mir die Mittel hierzu fehlen und bin gezwungen, da wir auch keine Arbeitskleidung bekommen, in ein paar alten zerrissenen Gummistiefel auf den Füßen, mit einem zerfetzten Pullover und einer alten Decke um den Leib gebunden, in Ermangelung einer Hose arbeiten zu müssen. Was das bei der jetzigen kalten Jahreszeit bedeutet, können Sie kaum ermessen.“

#### Judendeportationen
Am 24. und 26. August 1942 wurden 159 Juden, darunter 21 Kinder, die im Departement Aude wohnten, auf Anordnung der Vichy-Regierung zusammengetrieben und an die Nazis ausgeliefert. Sie wurden vom Bahnhof Bram in das Vernichtungslager Auschwitz deportiert. Auf dem Bahnhofsvorplatz, inmitten einer kleinen Verkehrsinsel, erinnert heute eine Stele mit der unten abgebildeten Inschrift an die Deportation.

#### Gedenken und erinnern
Der Künstler Andres Blume schuf 2004 das Mémorial aux Camps de Réfugiés Espagnols, das die Tore zum Camp du Pigné symbolisiert. Das Denkmal und dessen Erweiterungen mit den Tafeln für die Namen der im Camp du Pigné zu Tode gekommenen Menschen befindet sich an der Stelle, an der sich früher der Lagereingang befand. Die Steintafeln mit den Namen wurden 2009 eingeweiht.
Die 224 Opfer des Camp du Pigné waren zunächst auf einem Feld am Ende des Lagers begraben worden. Anfang der fünfziger Jahre wurden die Toten auf den Friedhof von Montréal überführt.

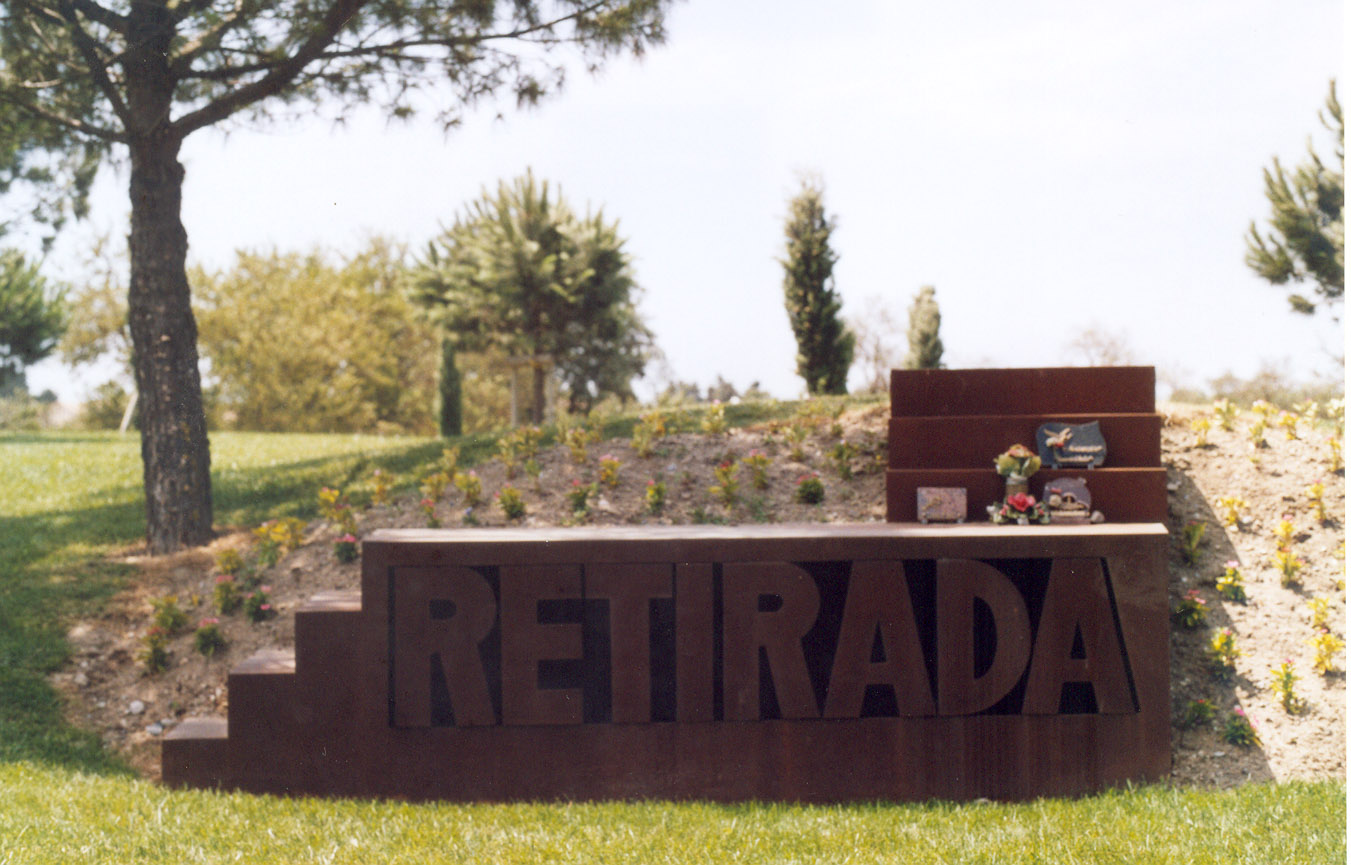
Gedenkanlage zur Erinnerung an die internierten spanischen Bürgerkriegsflüchtlinge
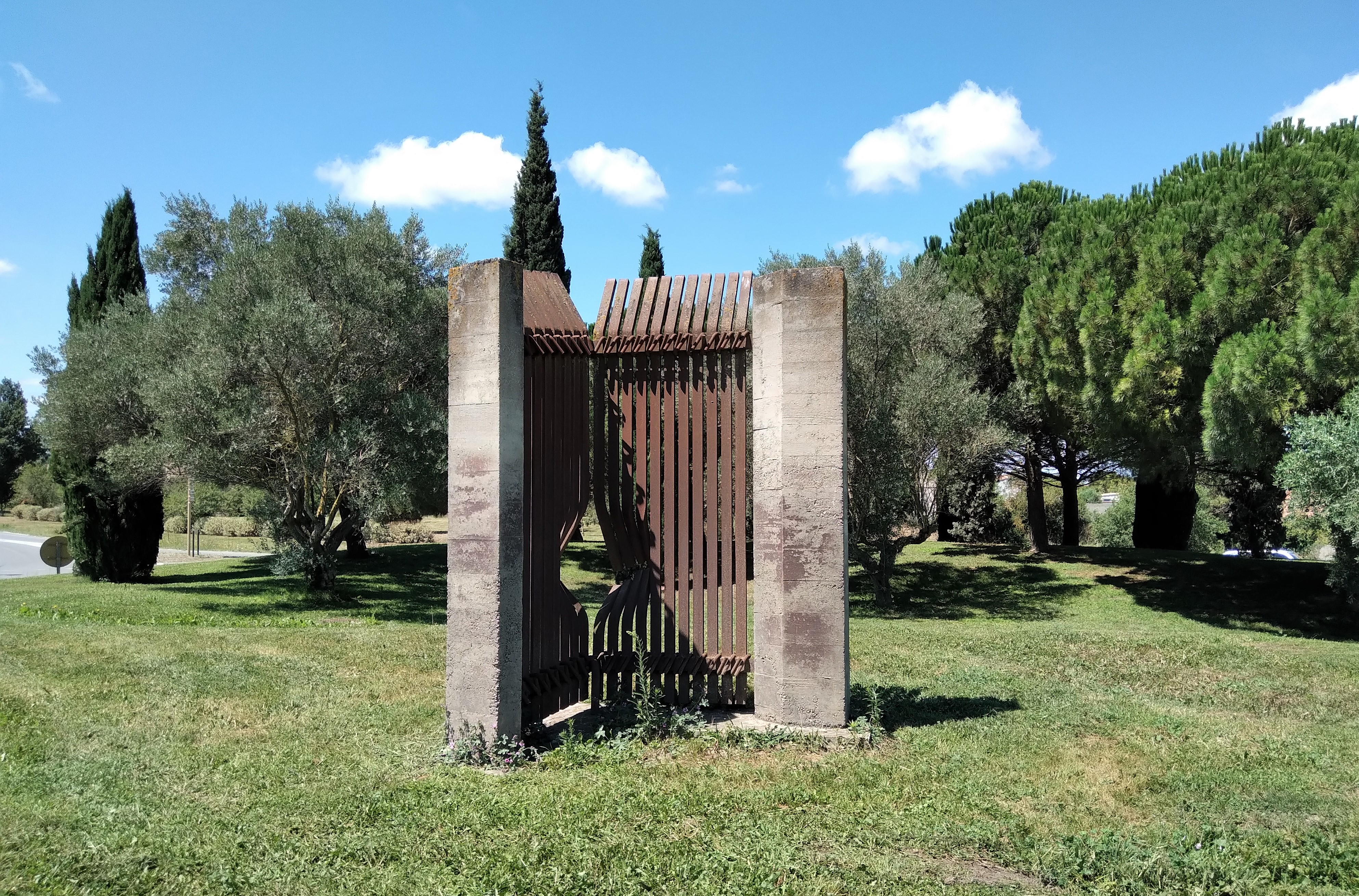
Denkmal, das die Tore des Camp du Pigné symbolisiert
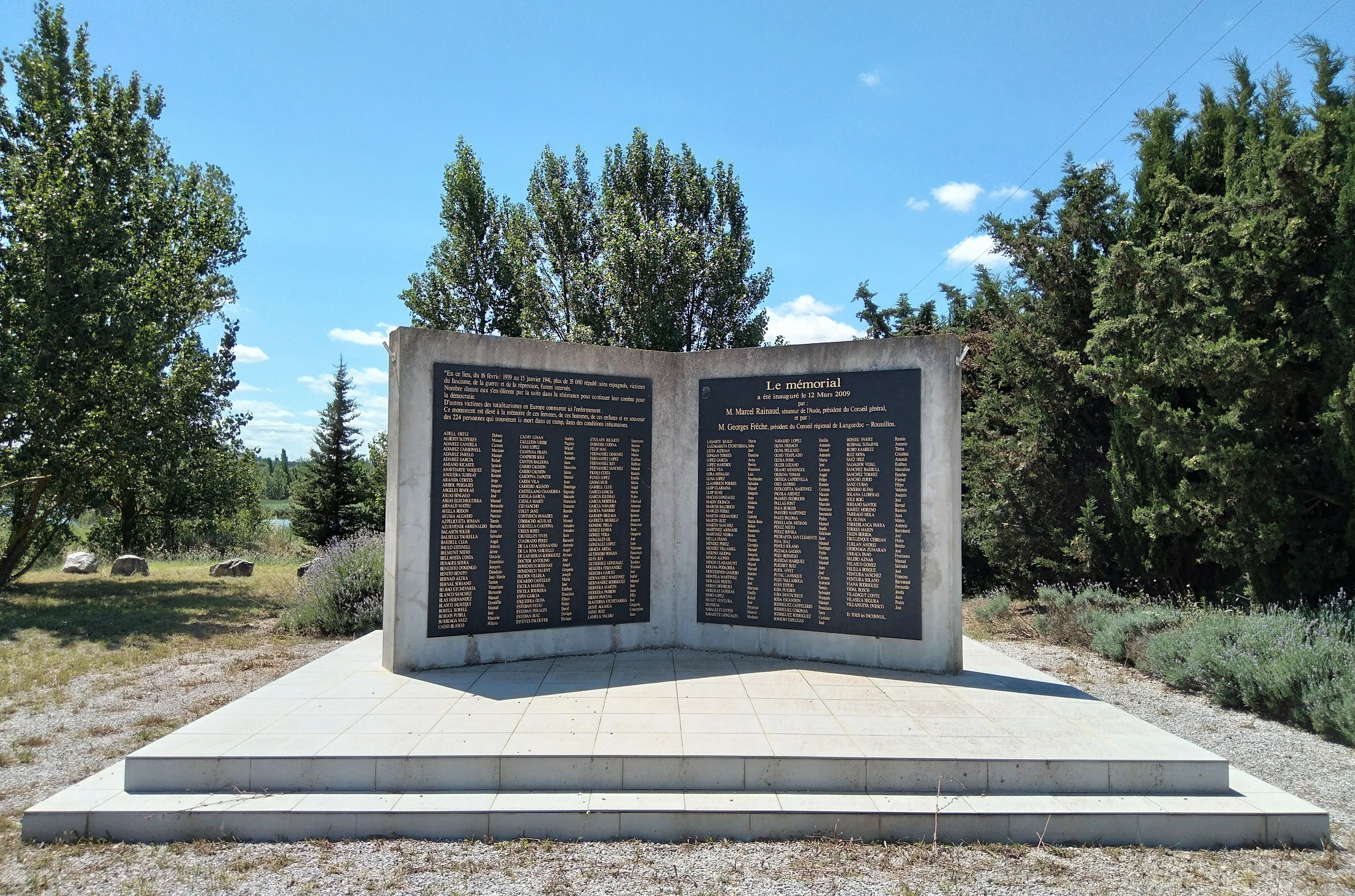
Denkmal zur Erinnerung an die verstorbenen spanischen Bürgerkriegsflüchtlinge
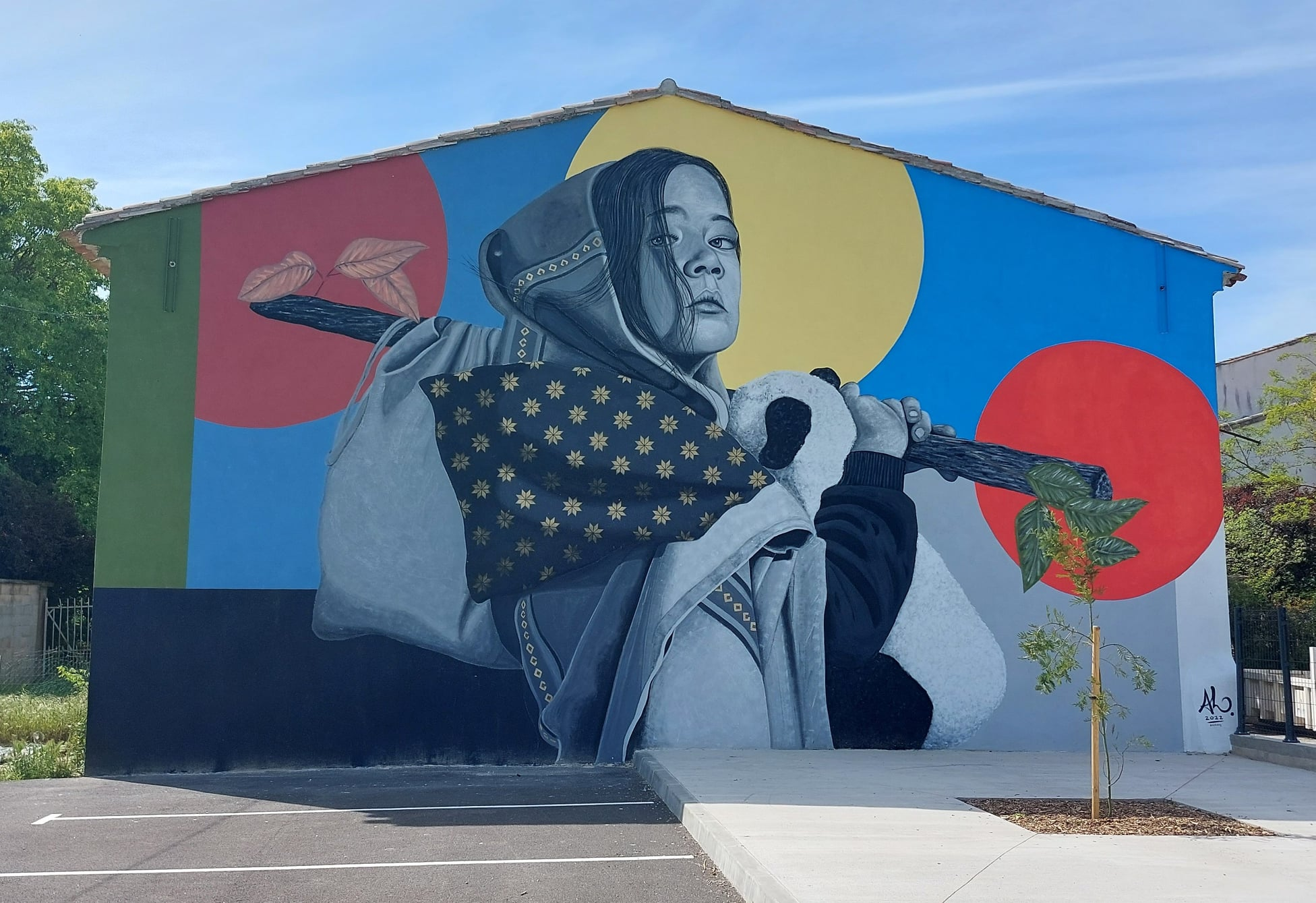
Fresko an einem Kindergarten in Bram zur Erinnerung an die Retirada
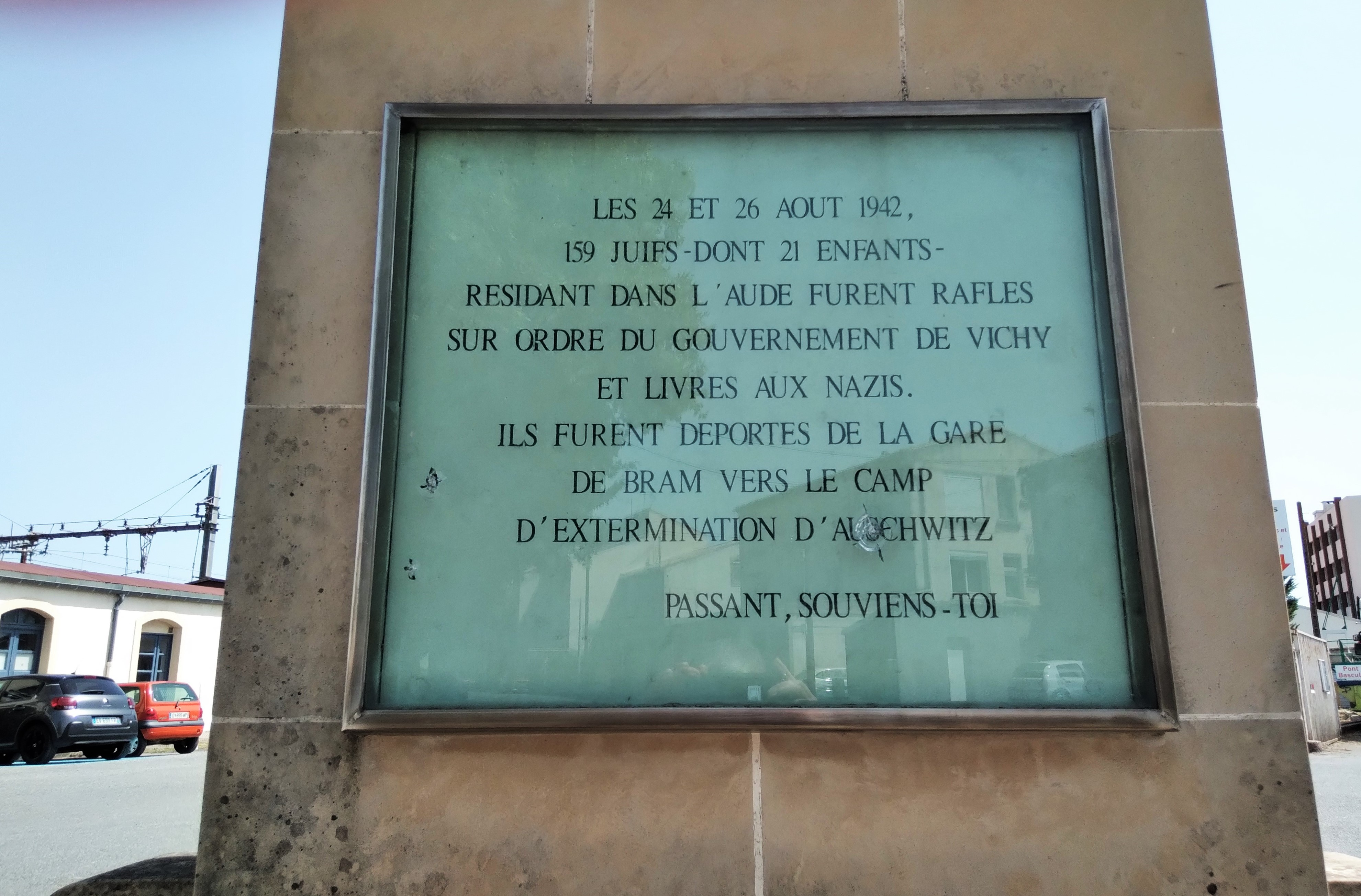
Tafel zur Erinnerung an die Judendeportation von 1942

## Bevölkerungsentwicklung
| Jahr      | 1968 | 1975 | 1982 | 1990 | 1999 | 2008 | 2017 |
| --------- | ---- | ---- | ---- | ---- | ---- | ---- | ---- |
| Einwohner | 2733 | 2643 | 2650 | 2899 | 2969 | 3156 | 3204 |

Im Mittelalter war Bram eine wichtige Stadt mit über 1000 Einwohnern.

## Wirtschaft
Wie in den meisten Orten des Lauragais (auch Pays de la Cocagne = „Schlaraffenland“ genannt) spielte der Anbau, die Weiterverarbeitung und der Handel von Färberwaid (pastel) im späten Mittelalter und in der frühen Neuzeit eine wichtige Rolle im Wirtschaftsleben der wohlhabenden Stadt. Doch bereits im 18. Jahrhundert wurde der Anbau von pastel aufgegeben – es war durch den neuen, aus der Indigopflanze hergestellten und zumeist in den amerikanischen Kolonien angebauten Farbstoff Indigo allmählich vom Markt verdrängt worden. Seitdem mussten sich die Bauern im Lauragais wieder von Getreide (Weizen, Mais, Sonnenblumen) und ein wenig Viehzucht (Schafe) ernähren.

### Verkehr
Der Bahnhof von Bram liegt an der Bahnstrecke Bordeaux–Sète und wird im Regionalverkehr mit TER-Zügen bedient. Die frühere Bahnstrecke Bram–Belvèze ist stillgelegt und weitgehend abgebaut.

## Sehenswürdigkeiten
- Wichtigste Sehenswürdigkeit von Bram ist das kreisrund geschlossene mittelalterliche Ortsbild, das allerdings nur auf Luftaufnahmen richtig erkennbar wird.

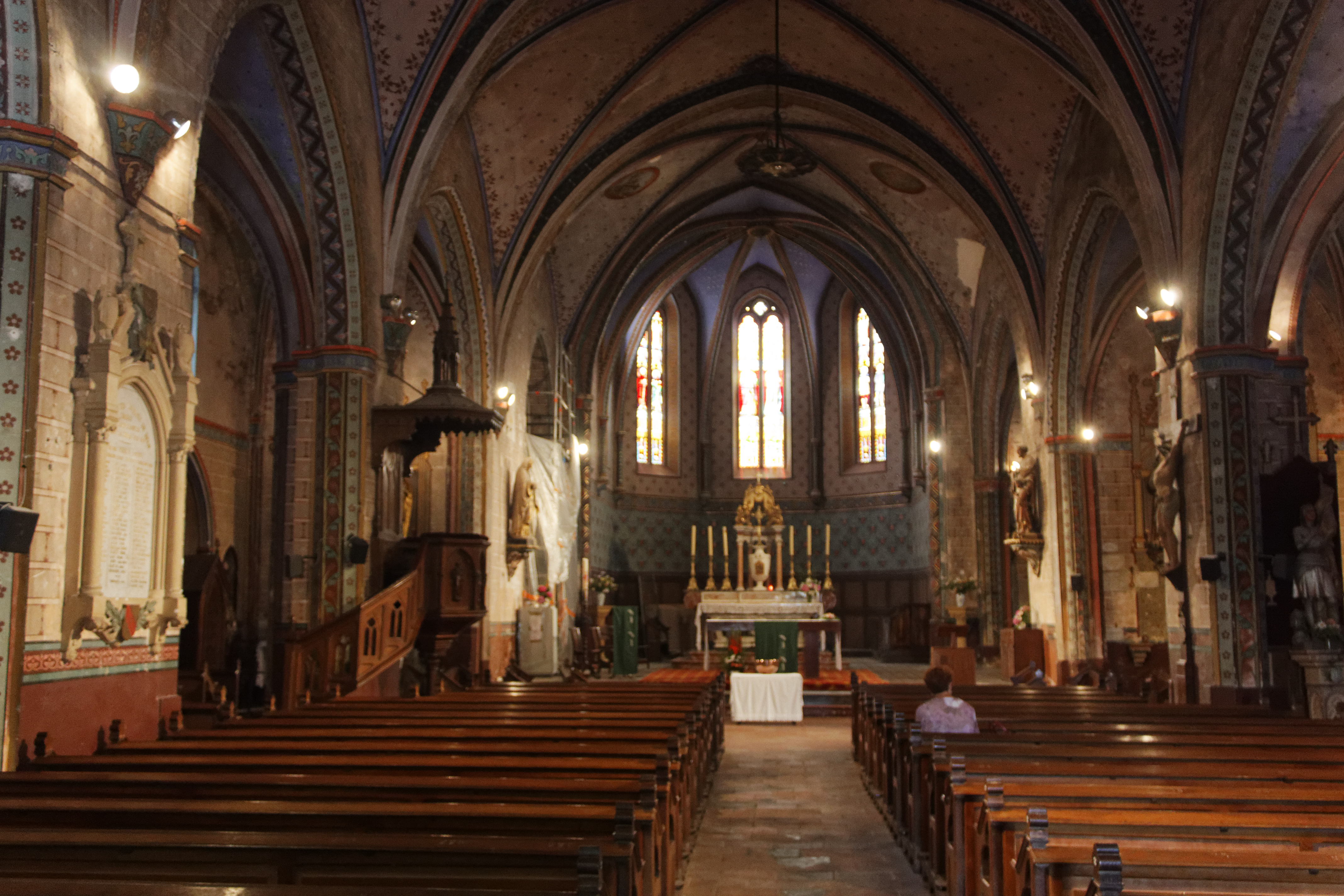
Inneres der Kirche von Bram

- Die Apsis und der auf der Nordseite der Kirche befindliche, gedrungen wirkende Glockenturm der Église Saint-Julien et Sainte-Basilisse werden dem ausgehenden 13. Jahrhundert zugerechnet; beide sind seit 1932 als Monument historique eingestuft.[12] Große Teile des Langhauses stammen jedoch erst aus dem 17. Jahrhundert; im 19. Jahrhundert wurde die Kirche um zwei Joche nach Westen verlängert, so dass die gotisch anmutende Fensterrose und das Portal der Westfassade mit dem ursprünglichen Zustand nichts mehr zu tun haben. Im Innern ist es eine einschiffige Kirche mit Seitenkapellen und breiten Schwibbögen, auf denen eine hölzerne Dachverschalung aufruht; die spätgotische Apsis ist dagegen rippengewölbt. Die Ausmalung wurde nach der Verlängerung des Bauwerks im 19. Jahrhundert angebracht. Die Anerkennung des Kirchenschiffs als Monument historique erfolgte im Jahr 1987.[13]
- Eine an einem Privathaus angebrachte Gedenktafel aus dem Jahr 1632 erinnert an den Aufenthalt Ludwigs XIII. in Bram. Auch sie ist seit 1930 als Monument historique eingetragen.[14]
- Im Ort stehen zwei kleine Kapellen (Chapelle Notre-Dame de Miséricorde und Chapelle de l’Assomption) im neogotischen bzw. neoklassischen Stil des 19. Jahrhunderts.
- Das zu Füßen des Ortes gelegene Museum Eburomagus zeigt eine Vielzahl von Ausstellungsstücken aus der Antike und dem Mittelalter.
- Knapp vier Kilometer (Fahrtstrecke) nördlich von Bram erhebt sich das Château de Lordat, ein Herrensitz aus dem 18. Jahrhundert mit einem geometrisch angelegten Garten im französischen Stil.
- Einen Kilometer weiter steht ein ehemals zum Schloss gehörendes Landgut mit einem Taubenhaus (pigeonnier) aus dem 18. Jahrhundert.

## Persönlichkeiten
- Pierre Rolland (1926–1967), Schachspieler und Professor für Philosophie